# Софийский собор (Никея)
Собор Святой Софии (тур. İznik Ayasofya Camii) — один из древнейших византийских православных храмов, построенный в древней Никее и в настоящее время находящийся в турецком городе Изник.

## История
Церковь Святой Софии в Никее была построена по приказу византийского императора Юстиниана I в VI веке.
В 787 году в церкви проходил Седьмой Вселенский (или Второй Никейский) Собор, на котором была осуждена иконоборческая ересь.
В 1331 году после завоевания малоазийской части Византийской империи турками-османами собор был превращен в мечеть и оставался на таком положении до прибытия в регион войск Греческой армии во время кампании, которую они совершали в Малой Азии после окончания Первой мировой войны.
В 1922 году собор сгорел и долгое время пребывала в руинах, но в 2007 году восстановлен и обращён в музейный объект, привлекавший тысячи туристов.
6 ноября 2011 года решением турецких властей здание передано мусульманской общине под мечеть.